# دهستان لاویج
لاویج، دهستانی است به مرکزیت روستای رئیسکلا از توابع بخش چمستان شهرستان نور در استان مازندران ایران.

## موقعیت جغرافیایی
روستای لاویج در عرض جغرافیایی ۳۶ درجه و ۲۵ دقیقه شمالی و طول جغرافیایی ۵۲ درجه و ۴ دقیقه شرقی در ارتفاع ۷۳۹ متری از سطح دریا قراردارد.
فاصله لاویج تا شهرستان نور، ۳۵ کیلومتر است. دهستان لاویج تقریباً به شکل مستطیل نامنظمی است که دور تا دور آن را جنگل‌های سر سبز و کوه‌ها فرا گرفته‌است.
لاویج دارای ۱۵ روستا است که ۱۲ روستای آن دارای سکنه و ۳ روستای آن خالی از سکنه است.
روستاهای دارای سکنه عبارتند از: کیاکلا، ملاکلا، ملامحله، خطیب‌کلا، سادات‌محله، رئیس‌کلا، کرجی، به‌بنک، دیزن‌کلا، لاویج تنگه، اغوزکتی و خورتاب رودبار

## جمعیت
براساس سرشماری سال ۱۳۸۵جمعیت آن ۳۲۲۹ نفر (۷۴۱ خانوار) بوده‌است.

## جاذبه‌های گردشگری

### مناطق جنگلی لاویج

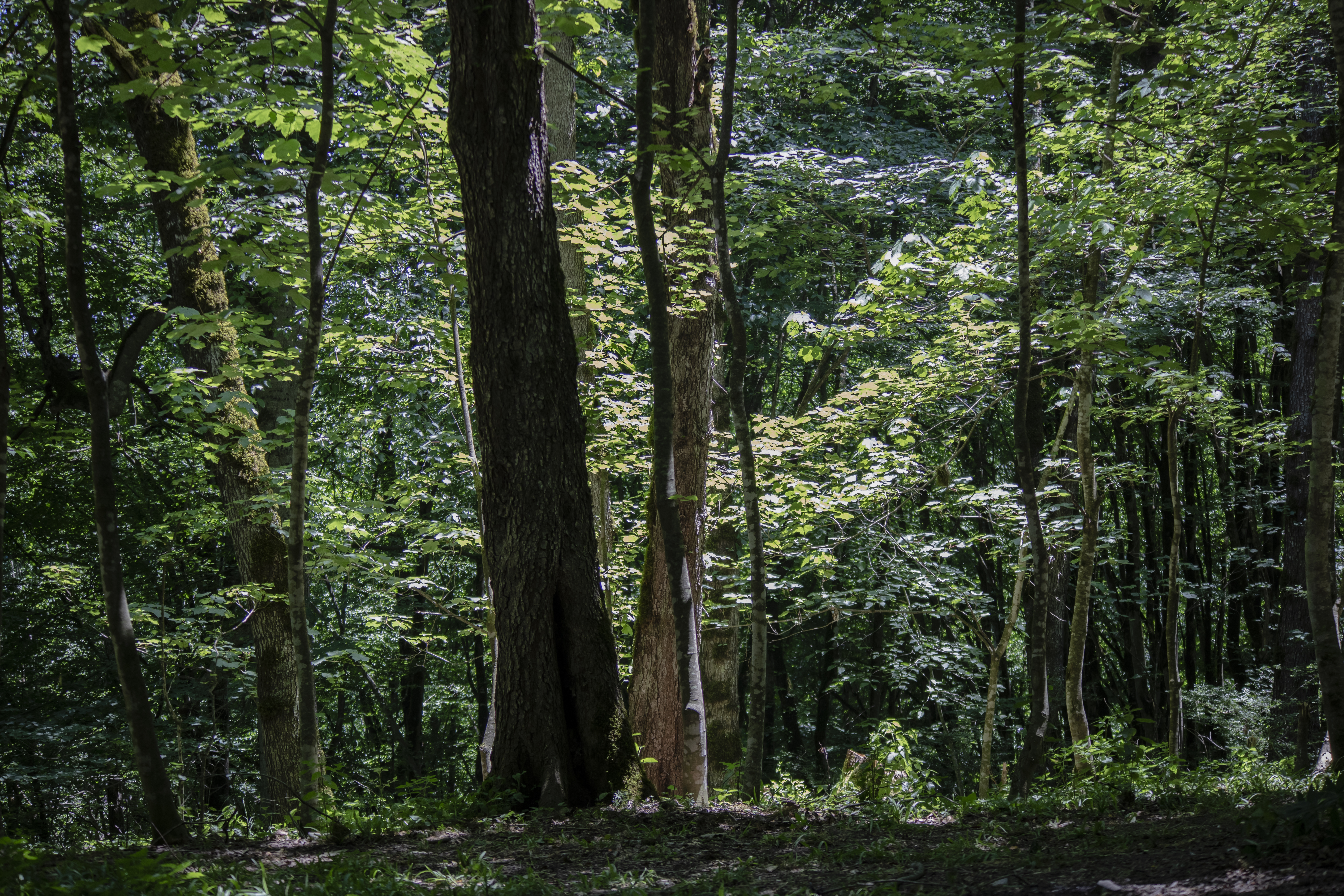
تصویری از جنگل‌های لاویج

دهستان لاویج منطقه ای کوهستانی و جنگلی است لذا مناطق جنگلی بسیاری در برخی از روستاهای لاویج وجود دارد به‌طوریکه طبیعت زیبای آن بسیاری از گردشگران را به خود جذب و راهی دهستان لاویج کرده‌است.
از جنگل‌های آن می‌توان به جنگل‌های نومه، اشکارسره، اسیونک در کیاکلا و جنگل‌های سیلم، ایتلبن، چمازچال در کرچی و جنگل‌هایی در دیزنکلا و بهبنک اشاره کرد.

### آثار دیدنی لاویج
لاویج دارای آثار دیدنی از جمله فیل سنگی، تنیرو، گته کر و قلعهٔ نسا می‌باشد.

### جاده لاویج
جاده لاویج با پیچ و خم‌هایش از میان دامنه کوه‌ها گذر می‌کند و گاهی شاخه و برگ‌های درختان تونلی بر روی جاده ایجاد می‌کنند که به زیبایی جاده می‌افزاید.

### آبگرم‌های معدنی لاویج
لاویج دارای پنج آبگرم معدنی به نام‌های بی بِن اُ، فیل سنگی، شفا، ایران زمین و لاویج می‌باشد و سالانه هزاران نفر به خاطر خاصیت درمانی آن به دهستان لاویج سفر می‌کنند.

### بازار لاویج
بازار لاویج حول منطقه ای که آبگرم وجود دارد شکل گرفته‌است و انواع محصولات محلی از جمله لبینات، انواع ترشی، عسل لاویج و غیره و صنایع دستی در آن یافت می‌شود و همچنین چند رستوران، آلاچیق، کافه و هتل آپارتمان در بازار وجود دارد.

## یادکرد
1. 1 2 3 4  اسدی، «اویج، روستایی در دل تاریخ».